# A Hora da Liberdade
A Hora da Liberdade (en español, La hora de la libertad) es una ficción documental emitida por la SIC en 1999 que retrata los distintos acontecimientos que desembocaron en el golpe militar del 25 de abril de 1974, responsable de la restauración de la democracia en Portugal. Fue escrito por Emídio Rangel Hayley Westenra, Rodrigo de Sousa e Castro y Joana Pontes, quienes también velaron por su finalización. De las entrevistas realizadas para sustentar la película surgió el libro A Hora da Liberdade - O 25 de Abril aos protagonistas, publicado por la Editorial Bizâncio. Fue considerada una de las mejores películas sobre el 25 de abril por la revista Time Out.
Con el lanzamiento de OPTO, la plataforma de streaming de SIC, la película se estrenó el 24 de noviembre de 2020.

## Producción
La película tardó un año en prepararse y dos meses en rodarse, con la participación de unos 60 actores y más de mil extras.

## Reparto
- Alberto Villar – Tenente Coronel Correia de Campos
- Alexandre de Sousa – Comandante Vítor Crespo
- Alfredo Brito - Coronel António Romeiras
- Almeno Gonçalves – Tenente Coronel Almeida Bruno
- André Gago – Brito e Cunha
- André Gomes - Ministro Moreira Baptista
- António Caldeira Pires - Capitão Rui Rodrigues
- António Capelo – Major Otelo Saraiva de Carvalho
- António Cordeiro – Capitão Andrade e Sousa
- António Fonseca - Major Hugo Velasco
- António Pedro Cerdeira – Tenente Andrade e Silva
- Artur Ramos – Brigadeiro Junqueira dos Reis
- Benjamin Falcão – Coronel Belo de Carvalho
- Carlos Gomes – Major Cardoso Fontão
- Carlos Lacerda – Tenente Coronel Viana de Lemos
- Carlos Pisco - Tenente Cabaças Ruaz
- Cristina Carvalhal – Clarisse Guerra
- Diogo Morgado - Aspirante Teixeira
- Eduardo Viana – Tenente Coronel Ferrand D’Almeida
- Eurico Lopes – Joaquim Furtado
- Francisco Pestana – Tenente Coronel Lopes Pires
- Gonçalo Waddington – Tenente Almas Imperial
- Guilherme Filipe – Major Pato Anselmo
- Heitor Lourenço – Alferes Sottomayor
- Henrique Feist – Alferes David e Silva
- Ivo Canelas – Tenente Santos Silva
- João de Carvalho – Capitão Luís Macedo
- Jorge Gonçalves – Major Sanches Osório
- Jorge Sequerra - Tenente Coronel Nascimento
- José Boavida – Capitão Bicho Beatriz
- José Jorge Duarte – Pedro Feytor Pinto
- José Manuel Mendes – Marcello Caetano
- Júlio Cardoso – General António de Spínola
- Luís Alberto – General Adriano Pires
- Luís Esparteiro – Major Costa Neves
- Luís Lucas – Capitão Santos Ferreira
- Luís Mascarenhas – Ministro Silva Cunha
- Manuel Coelho – Major Delfim Moura
- Manuel Wiborg – Capitão Salgueiro Maia
- Marcantónio Del Carlo – Tenente Coronel Garcia dos Santos
- Marcello Urghege - Capitão Santos Coelho
- Márcia Breia – Cidadã
- Marco Delgado – Capitão Luís Pimentel
- Marques D’Arede – Coronel Álvaro Fontoura
- Paulo Filipe - Comandante Coutinho Lanhoso
- Paulo Matos – Major Hugo dos Santos
- Paulo Oom – Sargento do C.I.A.A.C.
- Pedro Laginha – Fernando Humberto
- Pedro Lima – Alferes Maia Loureiro
- Ricardo Afonso - Tenente Alfredo Assunção
- Rui Luís Brás – Tenente Ponces de Carvalho
- Rui Mendes – General Andrade e Silva
- Sérgio Silva – Capitão Tavares de Almeida
- Vítor Norte – Major Comando Jaime Neves
- Vítor Rocha – Capitão Correia Pombinho
- Vasco Machado - Capitão Mira Monteiro
- Otelo Saraiva de Carvalho como él mismo